# Walsh (Colorado)
Walsh es un pueblo ubicado en el condado de Baca en el estado estadounidense de Colorado. En el año 2000 tenía una población de 723 habitantes y una densidad poblacional de 602,5 personas por km².

## Geografía
Walsh se encuentra ubicada en las coordenadas 37°23′12″N 102°16′43″O / 37.38667, -102.27861.

## Demografía
Según la Oficina del Censo en 2000 los ingresos medios por hogar en la localidad eran de $24.911, y los ingresos medios por familia eran $32.574. Los hombres tenían unos ingresos medios de $22.344 frente a los $19.688 para las mujeres. La renta per cápita para la localidad era de $14.846. Alrededor del 16,9% de la población estaban por debajo del umbral de pobreza.